# Geisha (café)

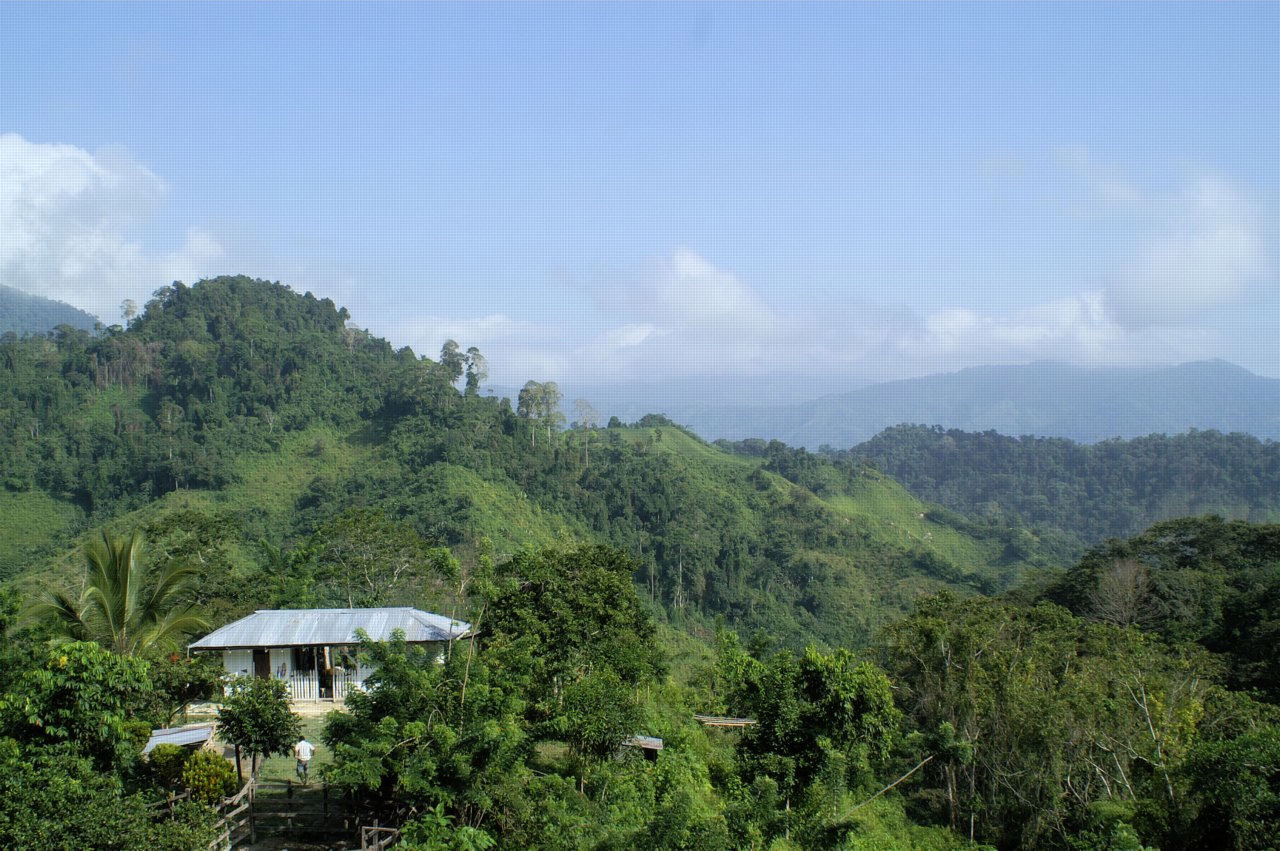
Una mirada general a una finca de café

El café Gesha, también conocido como Geisha, es una variedad de cafeto que se originó en los bosques de Gori Gesha, en Etiopía. Actualmente, su cultivo se ha extendido a diversas regiones de África, Asia y América. Esta variedad es reconocida por su exclusivo perfil de sabor, caracterizado por notas dulces y florales, así como por su elevado valor en el mercado y su creciente demanda a lo largo del tiempo.
Aunque hay numerosas variedades conocidas como gesha o geisha, la variedad panameña se distingue por contar con una identidad genética única y comprobable.
Después de ser descubierto en Etiopía, el café Geisha fue trasladado a la Estación de Investigación de Café de Tengeru, hoy conocida como Lyamungu, en Tanzania. En 1953, las plantas que prosperaron en Lyamungu bajo el nombre VC-496 fueron enviadas al Centro Agronómico Tropical de Investigación y Enseñanza (CATIE) en Costa Rica, donde se registraron con el código de acceso T2722. Posteriormente, el CATIE distribuyó esta variedad a lo largo de América Central.
En 2005, la familia Peterson, radicada en Boquete, Panamá, introdujo el café Geisha en la competencia Best of Panama. Este café no solo ganó el certamen, sino que también alcanzó un precio récord para la época de US$ / libra (US$770 / kilogramo). Años más tarde, en 2017, un lote de Geisha natural cultivado por Hacienda La Esmeralda rompió ese récord, vendiéndose por US$601 la libra (US$1,320 por kilogramo) en la misma competencia. En septiembre de 2022, otro lote destacado —siete libras de café Geisha del Lamastus Family Estate— fue vendido por $42,000 en una subasta privada organizada por la casa Sensible Coffee. [8]

## Nombre
El nombre "Geisha" se ha aplicado al café desde que fue recolectado por primera vez por funcionarios británicos. Una carta de 1936 del Consulado Británico en Etiopía menciona un viaje a la "zona de café Geisha", donde se recogieron muestras para su posterior estudio. El nombre "Gesha" proviene de la transliteración del nombre amárico de la región, ጌሻ. (El idioma local Kafa en Gesha no tuvo una forma escrita hasta la década de 1990.)  En la mayoría de los casos, los cafés Geisha/Gesha de Etiopía usan la ortografía Gesha mientras que los de otros lugares usan Geisha, según cómo se etiquetó originalmente al cultivador, aunque algunos productores latinoamericanos usan Gesha para indicar una variedad cultivada a partir de cepas etíopes originales. A pesar de que el origen del nombre Geisha es una falta de ortografía o una traducción fonética de Gesha, el creciente conocimiento de la variedad ha suscitado inquietudes sobre la vinculación incorrecta del café con las artistas geishas japonesas.

## Historia
La producción de café en Etiopía se remonta a muchos siglos atrás; según la leyenda, su cultivo comenzó en esa región alrededor del siglo IX. Etiopía es considerada la principal fuente de diversidad genética del café Arábica en el mundo, y esta variedad genética se refleja en los compuestos químicos responsables del sabor. Las condiciones climáticas y geográficas del país son muy diversas, lo que genera diferencias notables en las características del café según la región donde se cultiva.
La variedad Geisha de Coffea arabica fue identificada por primera vez en la década de 1930, en la región montañosa de Gesha, al suroeste de Etiopía. En 1936, un cónsul británico recolectó semillas que luego fueron plantadas en Tanzania y posteriormente en Costa Rica. Desde allí, su cultivo se extendió a Panamá durante la década de 1960, llegando incluso a la región de Boquete, reconocida por su producción cafetalera, que en ese momento enfrentaba problemas con la roya del café. Esta variedad mostró resistencia al hongo, pero debido a su sistema radicular limitado y su bajo rendimiento, no se mantuvo como cultivo dominante. En ese entonces, el café de especialidad aún no existía como mercado, por lo que los agricultores optaron por regresar a variedades más productivas.

## Cultivo y procesamiento
El proceso del café Geisha comienza con la recolección selectiva de las cerezas más maduras. Se prefiere que esta cosecha sea manual, ya que permite elegir únicamente las cerezas en su punto óptimo de maduración. Cuanto más madura es la cereza, mayor es la dulzura que se percibe en la taza final. Tras la cosecha, las cerezas son sometidas a una evaluación de calidad. Algunos productores emplean tecnología especializada que clasifica las cerezas automáticamente según su calidad, mientras que otros, especialmente los pequeños productores, confían en la clasificación manual realizada por trabajadores capacitados.
Una vez clasificadas, las cerezas se procesan utilizando métodos húmedos o secos. El café lavado (procesado por vía húmeda) suele caracterizarse por una taza más limpia y delicada, con cuerpo ligero, acidez más brillante y definida, y matices frutales resaltantes. Este tipo de café también se percibe como más equilibrado, es decir, sin sabores dominantes o sobresalientes.
Por otro lado, los cafés naturales (procesados en seco) tienden a ofrecer un perfil con más cuerpo, sabores más frutales, dulzor más pronunciado y menor acidez. Sin embargo, en ciertos casos, esta acidez puede resultar más evidente y fácil de identificar.
Una vez completados estos métodos, los productores obtienen un grano de café Geisha.

## Perfil de sabor
Uno de los factores clave que ha dado fama al café Geisha es su perfil sensorial. Esta variedad es reconocida por su sabor dulce y su fragancia que recuerda a flores como el jazmín, así como por notas de chocolate, miel e incluso té negro. Su complejidad aromática y sus matices florales dulces son características que comparte con muchos cafés originarios del continente africano.
Este perfil distintivo también es una de las razones por las que el café Geisha ha alcanzado tanto prestigio como valor en el mercado. Aunque definir un perfil de sabor para una región cafetalera específica puede ser un desafío, catadores con experiencia son capaces de diferenciar e incluso identificar el origen de muchos cafés por sus características sensoriales.
La región de Gesha, cuna de este café tan apreciado, ha comenzado a destacarse por producir cafés de excelente calidad bajo distintos métodos de procesamiento: lavado, semilavado y natural. El café Gesha (también conocido como Geisha), tanto el que se cultiva en Etiopía como en otros países, es reconocido por su fragancia excepcional y su sabor complejo, que puede incluir notas de jazmín, frutas tropicales y té negro, además de un dulzor pronunciado. Estas cualidades lo hacen altamente valorado y frecuentemente vendido a precios elevados.

## Precios de venta y subasta
El Concurso de Café Best of Panama es reconocido por sus subastas donde se alcanzan precios elevados, y fue en este evento donde el café Geisha se estableció como uno de los más caros a nivel mundial. En 2004, Hacienda La Esmeralda presentó su café en la competencia, destacándose por un sabor excepcional que llamó la atención antes de ser adquirido en una subasta por un precio récord de $21 por libra.
Quince años más tarde, en la edición de 2019 del Concurso y Subasta Best of Panama, un lote de Geisha alcanzó un precio de $1,029 por libra (en estado verde, sin tostar). Este café, conocido como "Elida Natural Geisha 1029", fue producido en las fincas de la familia Lamastus. [2] En total, se vendieron 100 libras de este café Geisha por $100,000, superando al siguiente café mejor valorado por una diferencia de $80,000. Esto posiciona al Geisha como probablemente el café más valioso del mundo.
En agosto de 2025, la variedad de café Geisha panameño alcanzó un nuevo récord mundial al venderse un lote de la finca Hacienda La Esmeralda por 30,204 dólares por kilogramo (equivalente a aproximadamente 13,700 dólares por libra) durante la subasta internacional Best of Panama. El lote fue adquirido por la empresa Julith Coffee, con sede en Dubái, convirtiéndose en el café más caro registrado en la historia de las subastas de especialidad. Este hito representa un reconocimiento a la calidad excepcional del café panameño y al trabajo de la familia Peterson, pionera en la producción de Geisha en el país. De los 50 lotes subastados, 30 superaron los 1,000 dólares por kilo, consolidando a Panamá como uno de los productores de café más prestigiosos del mundo.
- Catálogo de variedades de World Coffee Research: Geisha